# Spinochactas
Genre
Spinochactas est un genre de scorpions de la famille des Chactidae.

## Distribution
Les espèces de ce genre sont endémiques de Guyane.

## Liste des espèces
Selon The Scorpion Files (24/11/2022) :
- Spinochactas camopi Lourenço, Chevalier & Ythier, 2022
- Spinochactas mitaraka Lourenço, 2016

## Systématique et taxinomie
Ce genre a été décrit par Lourenço en 1998 dans les Chactidae.

## Publication originale
- Lourenço, 2016 : « Scorpions from the Mitaraka Massif in French Guiana: Description of one new genus and species (Scorpiones: Chactidae). » Comptes Rendus Biologies, vol. 399, no 3/4, p. 141-146.